# Curt segle XX

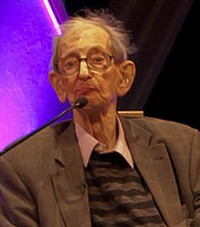
Fotografia d'Eric Hobsbawm.

El curt segle XX, tal com el defineix l'historiador marxista britànic Eric Hobsbawm, fa referència al període que s'estén entre els anys 1914 i 1991, tot escapant la periodització inapropiada i arbitrària de segles que comencen amb el naixement de Jesucrist i fixant-se en el seu lloc en esdeveniments que marquen una època concreta. En aquest cas, aquest segle XX "curt" s'obriria amb els inicis de la Primera Guerra Mundial i acabaria amb la caiguda de la Unió Soviètica. Els esdeveniments que tenen lloc en el transcurs d'aquests anys serien notablement definidors d'una època històrica. Hobsbawm també fa servir el terme Era dels Extrems en el títol de la seva obra sobre el segle xx.

## Descripció
La Primera Guerra Mundial (1914-1918) causaria la caiguda de l'Imperi Otomà, l'Imperi Austrohongarès, Prússia, i a través dels conflictes entorn de la Revolució Russa, la desaparició definitiva de l'Imperi Rus, que donaria lloc a la primera economia i estat efectivament comunistes. També hi hauria revolucions a Alemanya i Àustria a la fi d'aquesta guerra, mentre que els Balcans, l'Europa Central i l'Europa de l'Est es veurien implicats en un nou ordre polític. Aquest enfrontament bèl·lic d'abast global introduïria la mobilització total a la vegada que canviaria les regles de diplomàcia i de relacions internacionals entre les potències europees. S'ha anomenat aquesta guerra "La catàstrofe originària del segle XX" (anglès: The great seminal catastrophe of the twentieth century), per part del diplomat nord-americà George F. Kennan. La Segona Guerra Mundial (1939-1945) finalitzaria amb la inauguració de la Guerra Freda, que al seu torn es donaria per acabada amb la caiguda de la Unió Soviètica i els canvis polítics en els estats del Bloc Oriental.
D'altres elements definidors del segle XX són l'auge dels "extrems" ideològics portats a les seves darreres conseqüències en els totalitarismes. Les radicals innovacions científiques, tècniques i d'estratègia bèl·lica també estan íntimament relacionades amb la guerra: l'arribada dels mitjans de comunicació de massa (en especial la televisió) i la revolució propagandística que permet, les armes de destrucció massiva, especialment la bomba atòmica i bomba d'hidrogen. Durant la Guerra Freda s'introdueixen els satèl·lits artificials i s'arriba a la lluna, en un context de rivalitat entre les grans potències polítiques i polarització planetària, que incorpora també una competició en cultura i no només en tècnica.
El terme és anàleg amb el de "llarg segle XIX", també inventat per Eric Hobsbawm per parlar del període 1789 a 1914, i el del "llarg segle XVIII" que tindria lloc entre aproximadament el 1688 i el 1815. El segle XX també ha estat definit com el Segle Americà, per la influència i domini dels Estats Units d'Amèrica en la configuració políticoeconòmica mundial i en la cultura. El segle xix, en canvi, havia estat en gran manera fruit del colonialisme de les potències europees del Regne Unit i França, amb domini militar de la primera.